# Gran Premio d'Italia 1976
Il Gran Premio d'Italia 1976 è stata la tredicesima prova della stagione 1976 del Campionato mondiale di Formula 1. Si è corsa domenica 12 settembre 1976 sul Circuito di Monza. La gara è stata vinta dallo svedese Ronnie Peterson su March-Ford Cosworth; per il vincitore si trattò dell'ottavo successo nel mondiale. Ha preceduto sul traguardo lo svizzero Clay Regazzoni su Ferrari e il francese Jacques Laffite su Ligier-Matra. Per la March si trattò del terzo, e ultimo, successo nel mondiale di F1.

## Vigilia

### Aspetti tecnici
La pista venne leggermente modificata rispetto all'edizione precedente: venne ridisegnata la prima chicane (variante Goodyear). Vi era un doppio destra-sinistra che rallentava maggiormente le vetture. Alcuni piloti, tra cui Jacques Laffite e Clay Regazzoni, criticarono la modifica, temendo che la nuova conformazione della pista favorisse gli imbottigliamenti delle vetture al via. Fu anche inserita una nuova chicane chiamata "Variante della Roggia" per rallentare le vetture nell'affrontare la prima di Lesmo.
Per adeguarsi meglio alle importanti frenate del circuito sulla Brabham di Pace vennero utilizzati nuovi freni con guarnizioni di carbonio sia per le pastiglie che per i dischi; sulla Tyrrell, il progettista Frank Gardner modificò la geometria posteriore della macchina di Scheckter e allungò di circa 150 millimetri il passo di quella di Depailler.

### Aspetti sportivi
La Scuderia Ferrari ingaggiò Carlos Reutemann, che fino a quel momento aveva corso per la Brabham-Alfa Romeo. Per l'argentino si ipotizzò che potesse prendere il posto di Clay Regazzoni per la stagione seguente, oltre che completare la stagione 1976 col Cavallino. La Brabham, per sostituire Reutemann, si affidò a Rolf Stommelen, già impiegato nel Gran Premio di Germania, e che in Olanda aveva corso con la Hesketh. Su quest'ultima vettura tornò Guy Edwards. Anche Brett Lunger riprese il suo volante alla Surtees al posto di Conny Andersson.
Niki Lauda annunciò il suo desiderio di tornare a correre al gran premio d'Italia, dopo solo 42 giorni dal terrificante incidente del Nürburgring. Il martedì prima della gara l'austriaco testò la vettura sul Circuito di Fiorano.
Al termine del test l'austriaco dichiarò:

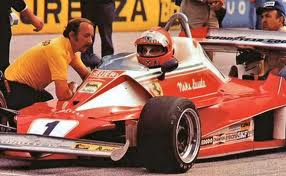
Niki Lauda, dopo sole 6 settimane dall'incidente al GP di Germania, tornò al volante della sua Ferrari.

Le condizioni dell'austriaco erano ancora alquanto precarie. Fu necessario infatti modificargli il casco per cercare di limitare le perdite di sangue che si verificavano per lo sfregamento sulle ferite del volto non ancora rimarginate; l'autorizzazione della commissione medica arrivò il venerdì mattina, prima delle prove. La Ferrari si trovò così a iscrivere tre vetture per il gran premio: cosa che non capitava dal Gran Premio degli Stati Uniti d'America 1972, con Andretti, Ickx e Regazzoni.
Non si vide la Penske della F&S Properties, mentre si iscrisse alla gara anche Otto Stuppacher che nel Gran Premio d'Austria era stato escluso per la scarsa esperienza automobilistica. La RAM decise di non partecipare ancora alla gara per le solite diatribe giudiziarie con Loris Kessel. Lo svizzero prese però parte alle prove con una Williams privata.
L'organizzazione del gran premio richiedeva quasi 3.000 persone, di cui ben 1.500 per la gestione della sicurezza pubblica. Il costo si aggirava sui 200 milioni di lire a cui andavano aggiunti 285.000 dollari per l'ingaggio e i premi ai piloti. Una parte di questi premi veniva distribuita sulla base dei risultati acquisiti nel mondiale, l'altra sulla base dei passaggi in gara al giro 12, 26, 39 e 51. Il costo dei biglietti andava dalle 30.000 lire per la Tribuna Box alla domenica, alle 3.000 per il venerdì.

## Qualifiche

### Resoconto
La prima giornata di prove venne rovinata dalla pioggia che batté sul circuito. Molti piloti furono autori di pericolosi testacoda, senza però che ciò comportasse delle conseguenze fisiche per loro. Tra questi anche Clay Regazzoni e James Hunt ebbero degli incidenti. Il ticinese finì nella sabbia nella variante prima della prima Curva di Lesmo, venendo di fatto avvolto dalle reti di protezioni poste nella via di fuga, tanto che dovettero intervenire i commissari per liberarlo dalla monoposto.

Jacques Laffite su Ligier-Matra nel Gran Premio d'Italia ottenne la prima pole in F1 per lui e per la sua scuderia.

Il miglior tempo venne fatto segnare da Hans-Joachim Stuck su March in 2'02"79, davanti a Ronnie Peterson e Jacky Ickx. La settimana precedente Laffite aveva ottenuto, su pista asciutta, 1'42"57. Al termine delle prove i commissari di gara squalificarono, per irregolarità tecniche, la Lotus di Mario Andretti, la March di Peterson, l'Ensign di Ickx, la Wolf Williams di Arturo Merzario e la Ferrari di Regazzoni. Per tutte queste squalifiche la motivazione fu dovuta alla violazione dell'altezza delle prese d'aria sulla vettura, mentre sulla Ferrari risultò anche lo sbalzo dell'alettone posteriore un millimetro più alto di quanto consentito. L'atteso Lauda chiuse in 2'35"25, col diciannovesimo tempo.

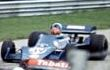
Stuppacher, non qualificato, venne riammesso per l'esclusione di McLaren e Penske, ma avendo già abbandonato il circuito, non prese parte alla gara.

Il giorno seguente, col sole, fu Jacques Laffite a strappare la pole, la prima per lui e per la Ligier. Per il motorista, la Matra, si trattò della terza pole, la prima dal Gran Premio di Francia 1972, con Chris Amon. Il francese precedette di soli tre centesimi Jody Scheckter su Tyrrell, e di 18 Carlos Pace su Brabham. Lauda chiuse quinto, tra l'altro il migliore dei piloti della Scuderia Ferrari. Laffite fece segnare 1'41"35, un tempo di quasi nove secondi più alto di quello fatto segnare dal poleman del 1975, Niki Lauda. Hunt, il più diretto rivale dell'austriaco nella corsa all'iride, si classificò nono e lamentò un eccesso di sovrasterzo.

Arturo Merzario abbandona la sua Williams FW05, nel corso delle qualifiche, per un principio d'incendio.

Al termine delle prove, alcuni tecnici della Snam-Agip prelevarono dei campioni benzina per controllare che rispondessero ai criteri del regolamento. Vi erano state delle polemiche all'indomani del Gran Premio d'Austria, vinto da John Watson, in merito all'utilizzo di carburanti non legali da parte di alcune scuderie britanniche, tra cui proprio la Penske e la McLaren.
Secondo il regolamento sportivo in vigore in Italia la benzina non poteva superare i 101 ottani: vennero trovati irregolari proprio i carburanti di Penske (109 ottani) e McLaren (101,75). I responsabili di questi team si difesero affermando che la benzina era regolare, essendo stata acquistata nel Regno Unito e sottolineando come a effettuare i controlli fossero dei tecnici dell'Agip, fornitrice della Ferrari.
Si decise perciò di cancellare i tempi della seconda sessione, al termine della quale erano stati effettuati i riscontri. Watson, Hunt e Mass si ritrovarono perciò in graduatoria con i tempi, molto alti, della sessione piovosa del venerdì e perciò non qualificati, anzi con tempi superiori al 110%, rispetto al tempo del poleman, e quindi non ripescabili. Vennero così recuperati Brett Lunger, Arturo Merzario e Otto Stuppacher. Stuppacher aveva però già abbandonato il circuito convinto di non essersi qualificato, Merzario non prese parte alla gara così come Guy Edwards, per un problema sulla sua Hesketh. Ciò fece riammettere, anche se in fondo allo schieramento, Watson e il duo della McLaren, perché il limite del 110% non venne applicato in quanto la sessione del venerdì era avvenuta sotto la pioggia.

### Risultati
Nella sessione di qualifica si è avuta questa situazione:
| Pos | Nº | Pilota                   | Costruttore                 | Tempo   | Griglia |
| --- | -- | ------------------------ | --------------------------- | ------- | ------- |
| 1   | 26 | Jacques Laffite          | Ligier-Matra                | 1'41"35 | 1       |
| 2   | 3  | Jody Scheckter           | Tyrrell-Ford Cosworth       | 1'41"38 | 2       |
| 3   | 8  | Carlos Pace              | Brabham-Alfa Romeo          | 1'41"53 | 3       |
| 4   | 4  | Patrick Depailler        | Tyrrell-Ford Cosworth       | 1'42"06 | 4       |
| 5   | 1  | Niki Lauda               | Ferrari                     | 1'42"09 | 5       |
| 6   | 34 | Hans-Joachim Stuck       | March-Ford Cosworth         | 1'42"18 | 6       |
| 7   | 35 | Carlos Reutemann         | Ferrari                     | 1'42"38 | 7       |
| 8   | 10 | Ronnie Peterson          | March-Ford Cosworth         | 1'42"64 | 8       |
| 9   | 2  | Clay Regazzoni           | Ferrari                     | 1'42"96 | 9       |
| 10  | 22 | Jacky Ickx               | Ensign-Ford Cosworth        | 1'43"29 | 10      |
| 11  | 7  | Rolf Stommelen           | Brabham-Alfa Romeo          | 1'43"29 | 11      |
| 12  | 6  | Gunnar Nilsson           | Lotus-Ford Cosworth         | 1'43"30 | 12      |
| 13  | 40 | Larry Perkins            | Boro-Ford Cosworth          | 1'43"32 | 13      |
| 14  | 5  | Mario Andretti           | Lotus-Ford Cosworth         | 1'43"34 | 14      |
| 15  | 16 | Tom Pryce                | Shadow-Ford Cosworth        | 1'43"63 | 15      |
| 16  | 9  | Vittorio Brambilla       | March-Ford Cosworth         | 1'43"94 | 16      |
| 17  | 17 | Jean-Pierre Jarier       | Shadow-Ford Cosworth        | 1'44"05 | 17      |
| 18  | 19 | Alan Jones               | Surtees-Ford Cosworth       | 1'44"41 | 18      |
| 19  | 24 | Harald Ertl              | Hesketh-Ford Cosworth       | 1'44"56 | 19      |
| 20  | 30 | Emerson Fittipaldi       | Copersucar-Ford Cosworth    | 1'44"57 | 20      |
| 21  | 37 | Alessandro Pesenti-Rossi | Tyrrell-Ford Cosworth       | 1'44"62 | 21      |
| 22  | 38 | Henri Pescarolo          | Surtees-Ford Cosworth       | 1'45"12 | 22      |
| 23  | 25 | Guy Edwards              | Hesketh-Ford Cosworth       | 1'45"79 | NP      |
| 24  | 18 | Brett Lunger             | Surtees-Ford Cosworth       | 1'46"48 | 23      |
| 25  | 20 | Arturo Merzario          | Wolf Williams-Ford Cosworth | 1'47"31 | NP      |
| 26  | 39 | Otto Stuppacher          | Tyrrell-Ford Cosworth       | 1'55"22 | NP      |
| NQ  | 11 | James Hunt               | McLaren-Ford Cosworth       | 2'08"76 | 24      |
| NQ  | 12 | Jochen Mass              | McLaren-Ford Cosworth       | 2'11"06 | 25      |
| NQ  | 28 | John Watson              | Penske-Ford Cosworth        | 2'13"95 | 26      |

## Gara

### Resoconto

Ronnie Peterson su March-Ford Cosworth si aggiudicò per la terza volta il GP d'Italia, dopo le vittorie del 1973 e 1974.

Alla partenza Jody Scheckter fu capace di prendere la testa già alla prima variante, seguito dal poleman Jacques Laffite, Carlos Pace, Patrick Depailler, Carlos Reutemann, Hans-Joachim Stuck e Ronnie Peterson. Nel corso del primo giro Depailler passò Pace, poi ci fu il recupero di Peterson che chiuse quarto, scavalcando Stuck Reutemann e lo stesso Pace. Niki Lauda rimase invece imbottigliato nelle retrovie.
Al terzo giro, sfruttando l'attacco di Depailler a Laffite, Peterson si avvicinò alla coppia di piloti francese, riuscendo a scavalcarli entrambi. Dalle retrovie stava anche rinvenendo Clay Regazzoni, che era quinto, dopo aver passato Reutemann. Anche Lauda stava recuperando posizioni: al nono giro si trovò settimo, dopo aver passato anche lui il terzo ferrarista, Reutemann. La classifica vedeva in testa Scheckter, seguito da Peterson, Depailler, Laffite, Regazzoni, Brambilla, Lauda e Reutemann.
Al giro 11 Ronnie Peterson prese il comando della gara, passando Scheckter alla prima variante. Nel corso dello stesso giro Regazzoni recuperò una posizione su Laffite, e James Hunt, diretto rivale di Lauda per il titolo, dopo un incidente con Tom Pryce, mentre era in lotta per la dodicesima posizione, fu costretto al ritiro. Il giro seguente Scheckter perse un'altra posizione, questa volta passato dal compagno di scuderia Patrick Depailler. Al 14º giro Niki Lauda entrò in zona punti, passando Vittorio Brambilla alla variante della Roggia.

Ronnie Peterson e Clay Regazzoni festeggiano sul palco dopo la gara.

Al giro 23 Clay Regazzoni entrò sul podio virtuale passando Scheckter, mentre continuava la serrata lotta tra Peterson e Depailler per la prima piazza. Il sudafricano della Tyrrell perse un'ulteriore posizione il giro seguente, questa volta passato da Jacques Laffite.
Poco dopo sul circuito iniziò a cadere una fine pioggerellina. Il direttore di corsa, Gianni Restelli, decise così di esporre la bandiera nera accompagnata da un cartello con una croce bianca, cioè per ordinare ai piloti di rientrare ai box a velocità ridotta in quanto vi era stata la sospensione della corsa. Ciò venne deciso per consentire ai piloti di cambiare gli pneumatici con maggiore tranquillità.
In realtà solo pochi piloti (Emerson Fittipaldi, Alan Jones,  Brett Lunger e  Alessandro Pesenti-Rossi) decisero di fermarsi ai box, prima di essere fatti ripartire. S'ipotizzò che pochi piloti conoscessero bene il significato di tale indicazione, introdotta da poco nel regolamento.  Prima che la situazione poté essere chiarita la pioggia terminò e, di fatto, la gara proseguì senza nessuna conseguenza per coloro che non si erano fermati. Laffite, che aveva deciso di rallentare a seguito della bandiera esposta, venne così ripassato da Scheckter che non aveva rallentato, come dimostrò la rivista Autosprint che pubblicò i tempi sul giro dei piloti di testa in quei momenti di incertezza regolamentare.
La pista si asciugò rapidamente tanto che proseguì la dura battaglia tra Peterson e Depailler, con Regazzoni pronto ad avvicinarsi al duo di testa. Al giro 38 Jacques Laffite passò nuovamente Scheckter, sfruttando un doppiaggio, tornando quarto. Tre giri dopo anche Lauda passò il sudafricano. La classifica vedeva così Peterson davanti a Patrick Depailler, Clay Regazzoni, Jacques Laffite, Niki Lauda e Jody Scheckter.
Al giro 46, Patrick Depailler, penalizzato da un problema elettrico che lo aveva ormai allontanato da Peterson, venne prima passato da Regazzoni alla prima variante, poi da Laffite alla Parabolica. Il francese venne passato anche da Lauda, il giro seguente.
Peterson vinse per la terza volta a Monza, dopo i trionfi del 1973 e 1974, resistendo agli ultimi assalti di Regazzoni e Laffite. Per la March fu la terza e ultima vittoria nel mondiale di F1. Lauda, ancora menomato per i postumi dell'incidente nel Gran Premio di Germania, giunse quarto, guadagnando tre punti nella classifica per il campionato mondiale.

### Risultati
I risultati del gran premio sono i seguenti:
| Pos | No | Pilota                   | Costruttore                 | Giri | Tempo/Ritiro              | Pos.Griglia | Punti |
| --- | -- | ------------------------ | --------------------------- | ---- | ------------------------- | ----------- | ----- |
| 1   | 10 | Ronnie Peterson          | March-Ford Cosworth         | 52   | 1:30'35"6                 | 8           | 9     |
| 2   | 2  | Clay Regazzoni           | Ferrari                     | 52   | + 2"3                     | 9           | 6     |
| 3   | 26 | Jacques Laffite          | Ligier-Matra                | 52   | + 3"0                     | 1           | 4     |
| 4   | 1  | Niki Lauda               | Ferrari                     | 52   | + 19"4                    | 5           | 3     |
| 5   | 3  | Jody Scheckter           | Tyrrell-Ford Cosworth       | 52   | + 19"5                    | 2           | 2     |
| 6   | 4  | Patrick Depailler        | Tyrrell-Ford Cosworth       | 52   | + 35"7                    | 4           | 1     |
| 7   | 9  | Vittorio Brambilla       | March-Ford Cosworth         | 52   | + 43"9                    | 16          |       |
| 8   | 16 | Tom Pryce                | Shadow-Ford Cosworth        | 52   | + 52"9                    | 15          |       |
| 9   | 35 | Carlos Reutemann         | Ferrari                     | 52   | + 57"5                    | 7           |       |
| 10  | 22 | Jacky Ickx               | Ensign-Ford Cosworth        | 52   | + 1'12"4                  | 10          |       |
| 11  | 28 | John Watson              | Penske-Ford Cosworth        | 52   | + 1'42"2                  | 26          |       |
| 12  | 19 | Alan Jones               | Surtees-Ford Cosworth       | 51   | + 1 Giro                  | 18          |       |
| 13  | 6  | Gunnar Nilsson           | Lotus-Ford Cosworth         | 51   | + 1 Giro                  | 12          |       |
| 14  | 18 | Brett Lunger             | Surtees-Ford Cosworth       | 50   | + 2 Giri                  | 23          |       |
| 15  | 30 | Emerson Fittipaldi       | Copersucar-Ford Cosworth    | 50   | + 2 Giri                  | 20          |       |
| 16  | 24 | Harald Ertl              | Hesketh-Ford Cosworth       | 49   | Trasmissione              | 19          |       |
| 17  | 38 | Henri Pescarolo          | Surtees-Ford Cosworth       | 49   | + 3 Giri                  | 22          |       |
| 18  | 37 | Alessandro Pesenti-Rossi | Tyrrell-Ford Cosworth       | 49   | + 3 Giri                  | 21          |       |
| 19  | 17 | Jean-Pierre Jarier       | Shadow-Ford Cosworth        | 47   | + 5 Giri                  | 17          |       |
| Rit | 7  | Rolf Stommelen           | Brabham-Alfa Romeo          | 41   | Alimentazione             | 11          |       |
| Rit | 34 | Hans-Joachim Stuck       | March-Ford Cosworth         | 23   | Collisione con M.Andretti | 6           |       |
| Rit | 5  | Mario Andretti           | Lotus-Ford Cosworth         | 23   | Collisione con H.J. Stuck | 14          |       |
| Rit | 11 | James Hunt               | McLaren-Ford Cosworth       | 11   | Testacoda                 | 24          |       |
| Rit | 40 | Larry Perkins            | Boro-Ford Cosworth          | 8    | Motore                    | 13          |       |
| Rit | 8  | Carlos Pace              | Brabham-Alfa Romeo          | 4    | Motore                    | 3           |       |
| Rit | 12 | Jochen Mass              | McLaren-Ford Cosworth       | 2    | Iniezione                 | 25          |       |
| NP  | 25 | Guy Edwards              | Hesketh-Ford Cosworth       |      |                           |             |       |
| NP  | 20 | Arturo Merzario          | Wolf Williams-Ford Cosworth |      |                           |             |       |
| NP  | 39 | Otto Stuppacher          | Tyrrell-Ford Cosworth       |      |                           |             |       |
| WD  | 42 | Loris Kessel             | Williams-Ford Cosworth      |      | Troppo lento              |             |       |
| NA  | 41 | Lella Lombardi           | Brabham-Ford Cosworth       |      |                           |             |       |

## Statistiche
Piloti
- 8ª vittoria per Ronnie Peterson
- 1° pole position per Jacques Laffite
- 100º Gran Premio per Jacky Ickx
- 1º Gran Premio per Otto Stuppacher
- Ultimo Gran Premio per Alessandro Pesenti-Rossi

Costruttori
- 3ª e ultima vittoria per la March
- 1ª pole position per la Ligier

Motori
- 93° vittoria per il motore Ford Cosworth

Giri al comando
- Jody Scheckter (1-10)
- Ronnie Peterson (11-52)

## Classifiche

### Piloti
| Pos | Pilota             | Punti |
| --- | ------------------ | ----- |
| 1   | Niki Lauda         | 64    |
| 2   | James Hunt         | 47    |
| 3   | Jody Scheckter     | 40    |
| 4   | Clay Regazzoni     | 28    |
| 5   | Patrick Depailler  | 27    |
| 6   | Jacques Laffite    | 20    |
| 7   | John Watson        | 19    |
| 8   | Jochen Mass        | 14    |
| 9   | Ronnie Peterson    | 10    |
| 10  | Gunnar Nilsson     | 10    |
| 11  | Tom Pryce          | 10    |
| 12  | Mario Andretti     | 9     |
| 13  | Carlos Pace        | 7     |
| 14  | Hans-Joachim Stuck | 6     |
| 15  | Alan Jones         | 4     |
| 16  | Carlos Reutemann   | 3     |
| 17  | Emerson Fittipaldi | 3     |
| 18  | Chris Amon         | 2     |
| 19  | Vittorio Brambilla | 1     |
| 20  | Rolf Stommelen     | 1     |

### Costruttori
| Pos | Costruttore              | Punti |
| --- | ------------------------ | ----- |
| 1   | Ferrari                  | 76    |
| 2   | Tyrrell -Ford Cosworth   | 53    |
| 3   | McLaren-Ford Cosworth    | 52    |
| 4   | Ligier-Matra             | 20    |
| 5   | Penske-Ford Cosworth     | 19    |
| 6   | March-Ford Cosworth      | 17    |
| 7   | Lotus-Ford Cosworth      | 16    |
| 8   | Shadow-Ford Cosworth     | 10    |
| 9   | Brabham-Alfa Romeo       | 9     |
| 10  | Surtees-Ford Cosworth    | 4     |
| 11  | Copersucar-Ford Cosworth | 3     |
| 12  | Ensign-Ford Cosworth     | 2     |
| 13  | Parnelli-Ford Cosworth   | 1     |

## Decisioni della FIA
La Commissione Sportiva sconfessò qualche giorno dopo le decisioni della giuria del gran premio in merito alle squalifiche di McLaren e Penske, dovuto a un numero troppo alto di ottani delle benzine usate. La Commissione infatti giudicò non corretto il metodo utilizzato a Monza e fece così decadere l'accusa di frode per i due team.
Il Royal Automobile Club  inglese chiese di dichiarare nullo il gran premio in quanto, dopo l'esposizione della bandiera che sospendeva la gara, solo Fittipaldi e Jones avevano preso la via dei box, mentre tutti gli altri piloti non erano stati penalizzati per non aver rispettato l'indicazione.